# Wilhelm Peter Franz von Loucey
Wilhelm Peter Franz Graf von Loucey (* 1754 in Frankreich; † 15. November 1836 in Breslau) war ein preußischer Generalmajor und zuletzt Polizeidirektor im mobilen Armeekorps in Frankreich.

## Leben

### Militärlaufbahn
Er ging 1770 zunächst in französische Dienste. Aber sein Vetter – der preußische General von Chasot – war ein Freund des preußischen Königs Friedrich II. Auf dessen Empfehlung wechselte er am 28. März 1785 in preußische und kam als Kornett in das Husarenregiment Nr. 3 mit Patent zum 30. März 1785.
Am 22. Januar 1790 wurde er Premierleutnant und dem Husarenregiment Nr. 3 aggregiert. Dafür erhielt er 23 Taler Gehalt, am 9. Mai 1792 bekam er aber eine Zulage von 40 Talern. Im Ersten Koalitionskrieg kämpfte er in den Gefechten bei Hochheim, Altstadt und bei der Belagerung von Mainz. Dafür bekam er am 14. September 1793 den Orden Pour le Mérite. Zudem wurde er am 13. August 1794 Stabsrittmeister à la suite. Am 30. August 1796 wurde er dem Regiment aggregiert und am 25. Februar 1802 zum Rittmeister befördert. Am 11. März 1802 kam er sechs Monate Urlaub um nach Frankreich zu gehen, das wurde am 29. November 1802 nochmals um vier Monate verlängert. Nach seiner Rückkehr wurde am 15. September 1804 zum Major befördert. Am 3. Februar 1806 wurde er Adjutant des Generals der Infanterie von Hohenlohe. Im Vierten Koalitionskrieg kämpfte er in der Schlacht bei Jena und wurde nach der Kapitulation bei Prenzlau inaktiv gestellt.
Nach dem Frieden von Tilsit bat er darum, in der preußischen Armee bleiben zu können, was ihm gewährt wurde. Darüber hinaus erhielt er zwei Monate Urlaub, den er in der Schweiz verbrachte. Am 17. März 1809 wurde er Major der Armee, wofür er den Sold eines Stabsoffiziers von 1900 Talern erhielt, wovon er aber 30 % abgeben musste. Im Vorfeld der Befreiungskriege – am 12. Juni 1813 – wurde er zum Kommandant von Reichenbach ernannt, dazu am 25. Juni 1813 zum Oberstleutnant befördert. Als nach der Niederlage Napoleons bei Leipzig klar wurde, das die Armeen bald nach Frankreich kommen würden, wurde er am 28. Oktober 1813 zum Polizeidirektor des II. Armeekorps ernannt. Mit dem Korps nahm er dann am Feldzug teil. Am 31. Mai 1815 wurde er zum Oberst befördert, kurz darauf am 1. Juni 1815 kam er als Polizeidirektor im Hauptquartier des Fürsten Blücher, von dort kam er als 2. Oktober 1815 als Polizeidirektor zum mobilen Armeekorps in Frankreich. Am 10. Dezember 1816 erhielt er sein Stabsoffiziersgehalt und dazu eine Prämie von 300 Talern. Als am 26. Oktober 1817 das mobile Armeekorps in Frankreich aufgelöst wurde, wurde der Graf mit dem Charakter eines Generalmajors und einer Pension von 800 Talern in den Ruhestand versetzt. Dazu bekam er am 8. November 1818 in Anerkennung seiner Leistungen den Roten Adlerorden III. Klasse. Er zog nach Breslau und erhielt jedes Jahr vom König nochmal 300 Taler bis zu seinem Tod am 15. November 1836.

### Familie
Er heiratete Luise von Warnery († 21. September 1834 in Namslau). Das Paar hatte mehrere Kinder:
- Peter Alexander Ludwig Theodor (* 15. Januar 1797)
- Johann Baptist Samuel Ludwig Joseph (* 15. Februar 1799)[1]